# Havestīn
Havestīn (persiska: هاويستين, هویستون, Hāvīstīn, Havīstūn, هوستين) är en ort i Iran.   Den ligger i provinsen Östazarbaijan, i den nordvästra delen av landet, 600 km nordväst om huvudstaden Teheran. Havestīn ligger 1 930 meter över havet och antalet invånare är 330.
Terrängen runt Havestīn är bergig västerut, men österut är den kuperad.Runt Havestīn är det ganska tätbefolkat, med 70 invånare per kvadratkilometer. Närmaste större samhälle är Sīah Rūd, 16,8 km norr om Havestīn. Trakten runt Havestīn består i huvudsak av gräsmarker.